# Neodexiopsis longipilis
Neodexiopsis longipilis är en tvåvingeart som först beskrevs av Albuquerque 1954.  Neodexiopsis longipilis ingår i släktet Neodexiopsis och familjen husflugor. Inga underarter finns listade i Catalogue of Life.